# Fritz Nieden
Fritz Nieden (1883 – 1942) fue un zoólogo alemán especializado en herpetología africana.
Trabajó como zoólogo en el Museo de Historia Natural de Berlín. Su nombre está asociado con el género de lagartos enanos de Nieden Panaspis megalurus. En 1911 fue el primero en describir Callulina kreffti, una especie de rana, el cual hasta 2004 era la única especie del genus Callulina.
La cecilia de Sagala Boulengerula niedeni, se nombró en su honor.

## Algunas publicaciones
- Dado Amphibienfauna von Kamerun (1908), Mitteilungen aus dem Zoologischen Museo en Berlín 3: 491@–518 ("fauna de Anfibio de Camerún")
- Dado Reptilien (außer den Schlangen) und Amphibien, 1910 - Reptiles (otro que culebras) y anfibios.
- Gymnophoina (Amphibia apoda), 1913 - Gymnophiona (caecilians).
- Amphibia : Anura Yo subordo Aglossa und Phanerglossa, sectio 1 Arcifera, 1923 - Anura yo, subórdenes Aglossa y Phaneroglossa.
- Amphibia. Anura II. Engystomatidae ... Mit 55 Abbildungen, 1926 - Anura II, Engystomatidae.[6]

## Abreviatura (zoología)
La abreviatura Nieden  se emplea para indicar a Fritz Nieden como autoridad en la descripción y taxonomía en zoología.